# Nykodym (Rusnak)
Nykodym (světským jménem: Mykola Stěpanovyč Rusnak; 18. dubna 1921, Davydivci – 15. září 2011, Charkov) byl ukrajinský pravoslavný duchovní Ukrajinské pravoslavné církve, arcibiskup a metropolita charkovský a bohoduchivský.

## Život
Narodil se 18. dubna 1921 na vesnici Davydivci v Severní Bukovině v Rumunském království (nyní Kicmanský rajón Černovická oblast, Ukrajina).
Roku 1938 po ukončení střední školy se stal poslušníkem monastýru svatého Jana Bohoslova v Chreščatyku na Bukovině.
Dne 6. ledna 1945 byl biskupem černovickým a mukovinským Feodosijev (Kovernynským) postřižen na monacha se jménem Nykodym, na počest svatého Nikodéma.
Dne 29. dubna 1945 byl rukopoložen na hierodiakona a 23. února 1946 na jeromonacha.
V letech 1950-1956 byl představeným monastýru svatého Jana Bohoslova v Chreščatyku.
V září 1955 nastoupil na Moskevský duchovní seminář, kde během studií byl blagočinným semináře a Moskevské duchovní akademie.
Roku 1958 dokončil studium na Moskevské duchovní akademii s titulem kandidáta bohosloví. Obhájil disertační práci na téma "Administrativní a kazatelská činnost sv. Jana Zlatoústého na Konstantinopolském stolci".
Dne 23. dubna 1958 se stal členem Ruské duchovní misie v Jeruzalémě.
Dne 15. listopadu 1958 jej jeruzalémský patriarcha Venediktos povýšil na archimandritu a současně se stal vedoucím misie.
Dne 5. července 1961 byl Svatým synodem zvolen biskupem kostromským a galičským.
Dne 10. srpna 1961 proběhla jeho biskupská chirotonie. Světiteli byli patriarcha moskevský Alexij I., arcibiskup jaroslavský a rostovský Nikodim (Rotov), ariviskup středoevropský Ioann (Věndland) a biskup podolský Kiprian (Zjornov).
Dne 21. dubna 1964 byl ustanoven biskupem argentinským a jihoamerickým.
Dne 25. února 1968 byl povýšen na arcibiskupa.
Dne 10. dubna 1970 byl ustanoven exarchou Střední a Jižní Ameriky.
Dne 2. července 1970 byl osvobozen z funkce biskupa Argentiny a exarchy bez nového jmenování.
Dne 1. prosince 1970 byl ustanoven arcibiskupem charkovským a bohoduchivským.
Dne 24. února 1971 byl ustanoven dočasným správcem exarchátu Střední a Jižní Ameriky a argentinské eparchie.
Dne 21. března 1972 byl osvobozen od správy argentinské eparchie a 6. října 1977 od správy exarchátu.
Od roku 1977 byl členem Společnosti přátelství SSSR-Mexiko a od roku 1979 členem Společnosti přátelství SSSR-Kanada.
Dne 23. listopadu 1983 byl jmenován arcibiskupem lvivským a ternopilským a archimandritou Počajivské lávry. Současně byl do 28. března 1984 dočasným správcem charkovské eparchie.
Dne 9. dubna 1985 byl patriarchou moskevským Pimenem povýšen na metropolitu.
Dne 27. prosince 1988 mu byl změněn titul na metropolita lvovský a drohobyčský.
Dne 13. září 1989 byl převeden na charkovskou katedru.
Dne 16. října 1989 byl jmenován předsedou Synodální komise Ruské pravoslavné církve pro bohoslužbu.
Dne 18. února 1992 byl osvobozen od pozice předsedy komise ale stále zůstal jejím členem.
Od dubna do 27. května 1992 byl patriarchou moskevským Alexijem II. ustanoven dočasnou hlavou Ukrajinské pravoslavné církve.
Roku 1992 stal v čele Charkovského soboru, kde odsoudili činy schizmatika Filareta a zbavili ho kněžství.
Od 20. června 1992 byl členem Svatého synodu Ukrajinské pravoslavné církve.
Dne 27. prosince 1994 byl ustanoven předsedou Komise pro kanonizaci svatých při Svatém Synodu Ukrajinské pravoslavné církve.
Od roku 1996 byl rektorem Charkovského duchovního semináře.
Dne 22. listopadu 2006 byl osvobozen od funkce předsedy Komise pro kanonizaci svatých.
Byl nejstarším biskupem Ruské pravoslavné církve z hlediska věku a biskupské chirotonie. Byl také plodným autorem písní, básní a literárních děl.
Zemřel 15. září 2011 v Pokrovském monastýru v Charkově ve věku 91 let. Důvodem smrti bylo srdeční selhání a chronická onemocnění. Pohřební obřad proběhl 17. září v soboru Zvěstování přesvaté Bohorodice v Charkově. Pohřben byl vedle oltáře svatého Meletia.
Dne 15. května 2021 odhalil metropolita Onufrij (Berezovskyj) pomník metropolity Nykodyma, který se nachází před soborem Zvěstování.

## Řády a vyznamenání

### Světské vyznamenání
- Sovětský svaz Řád Rudého praporu práce
- Sovětský svaz Řád přátelství mezi národy (3. června 1988)
- Ukrajina Čestné vyznamenání prezidenta Ukrajiny (24. dubna 1996)
- Ukrajina Řád za zásluhy II. stupně (21. srpna 1999)
- Ukrajina Čestný občan Charkova
- Ukrajina Řád za zásluhy I. stupně (18. dubna 2001)
- Rusko Vděčnost prezidenta Ruské federace (21. ledna 2003)
- Ukrajina Řád knížete Jaroslava Moudrého V. stupně (21. září 2004)
- Ukrajina Řád knížete Jaroslava Moudrého IV. stupně (14. dubna 2006)
- Rusko Řád přátelství (19. dubna 2006)
- Ukrajina Čestný občan Charkovské oblasti
- Ukrajina Řád knížete Jaroslava Moudrého III. stupně (22. července 2008)
- Ukrajina Řád knížete Jaroslava Moudrého II. stupně (2011)
- Rusko Řád cti (20. dubna 2011)
- Ukrajina Čestný diplom Vlády Ukrajiny (2011)
- Ukrajina Čestný člen Svazu ukrajinských spisovatelů
- Rusko Čestný člen Svazu spisovatelů Ruska

#### Akademické tituly honoris causa
- Čestný profesor Charkovské státní akademie kultury
- Čestný profesor Charkovského institutu umění I. P. Kotljarevského
- Čestný doktor teologie Kyjevské duchovní akademie
- Čestný doktor teologie Křesťanské teologické akademie ve Varšavě
- Čestný doktor Charkovské národní univerzity V. N. Karazina

### Církevní vyznamenání
- 1970 – Řád svatého apoštolům rovného knížete Vladimíra I. stupně
- 2006 – Řád svatého Innokentija metropolity moskevského a kolomenského I. stupně
- 2006 – Řád svaté apoštolům rovné Marie Magdaleny I. stupně (Polská pravoslavná církev)
- 2011 – Řád přepodobného Serafima Sarovského I. stupně
- 2011 – Vyznamenání primase Ukrajinské pravoslavné církve
- Řád svatého apoštolům rovného knížete Vladimíra II. stupně
- Řád přepodobného Sergija Radoněžského II. stupně
- Řád přepodobného Sergija Radoněžského I. stupně
- Řád svatého blahověrného knížete Daniela Moskevského
- Řád přepodobných Antonija a Feodosija Kyjevskopečerských II. stupně (Ukrajinská pravoslavná církev (Moskevský patriarchát)
- Řád přepodobných Antonija a Feodosija Kyjevskopečerských I. stupně (Ukrajinská pravoslavná církev (Moskevský patriarchát)
- Všechny řády Jeruzalémského patriarchátu
- Další řády místních pravoslavných církví